# Warszowice
Warszowice (deutsch Warschowitz) ist eine Ortschaft mit einem Schulzenamt der Gemeinde Pawłowice im Powiat Pszczyński der Woiwodschaft Schlesien in Polen.

## Geographie
Das Dorf hat eine Fläche von 14,82 km².
Nachbarorte sind die Stadt Żory im Norden, Mizerów im Osten, Studzionka im Südosten, Pawłowice im Osten, Krzyżowice im Westen.

## Geschichte
Das Dorf liegt im Oberschlesien.
Der Ort wurde um 1305 im Liber fundationis episcopatus Vratislaviensis (Zehntregister des Bistums Breslau) erstmals urkundlich als Item in Warsowitz debent esse triginta novem mansi erwähnt.
Politisch gehörte das Dorf zum Herzogtum Ratibor in der Zeit des polnischen Partikularismus. Seit 1327 bestand die Lehnsherrschaft des Königreichs Böhmen und seit 1526 gehörte es zur Habsburgermonarchie. Am 21. Februar 1517 wurde es mit der Freien Standesherrschaft Pleß verkauft und als Wrssowicze erwähnt. Nach dem Ersten Schlesischen Krieg und dem Vorfrieden von Breslau (1742) gehörte es zum Königreich Preußen.
In der Volksabstimmung in Oberschlesien über die künftige Zugehörigkeit Oberschlesiens vom Jahre 1921 votierten 342 von 639 Wählern für Polen, gegen 296 Stimmen für Deutschland.
Nach der polnischen Annexion Ost-Oberschlesiens 1922 gehört Warszowice zu Polen. Unterbrochen wurde dies nur durch die Besetzung Polens durch die Wehrmacht im Zweiten Weltkrieg.
Von 1975 bis 1998 gehörte Warszowice zur Woiwodschaft Katowice.

## Verkehr
Durch Warszowice verläuft die Staatsstraße DK 81, die Katowice mit Skoczów verbindet.

## Religion
Die römisch-katholische Pfarrei gehört zum Erzbistum Katowice, Dekanat Pawłowice. Die evangelische Pfarrei gehört zur Diözese Katowice. Die 1911 erbaute evangelische Kirche wurde im Jahr 1945 zerstört. Die neue Kirche wurde im Jahre 1981 gebaut.

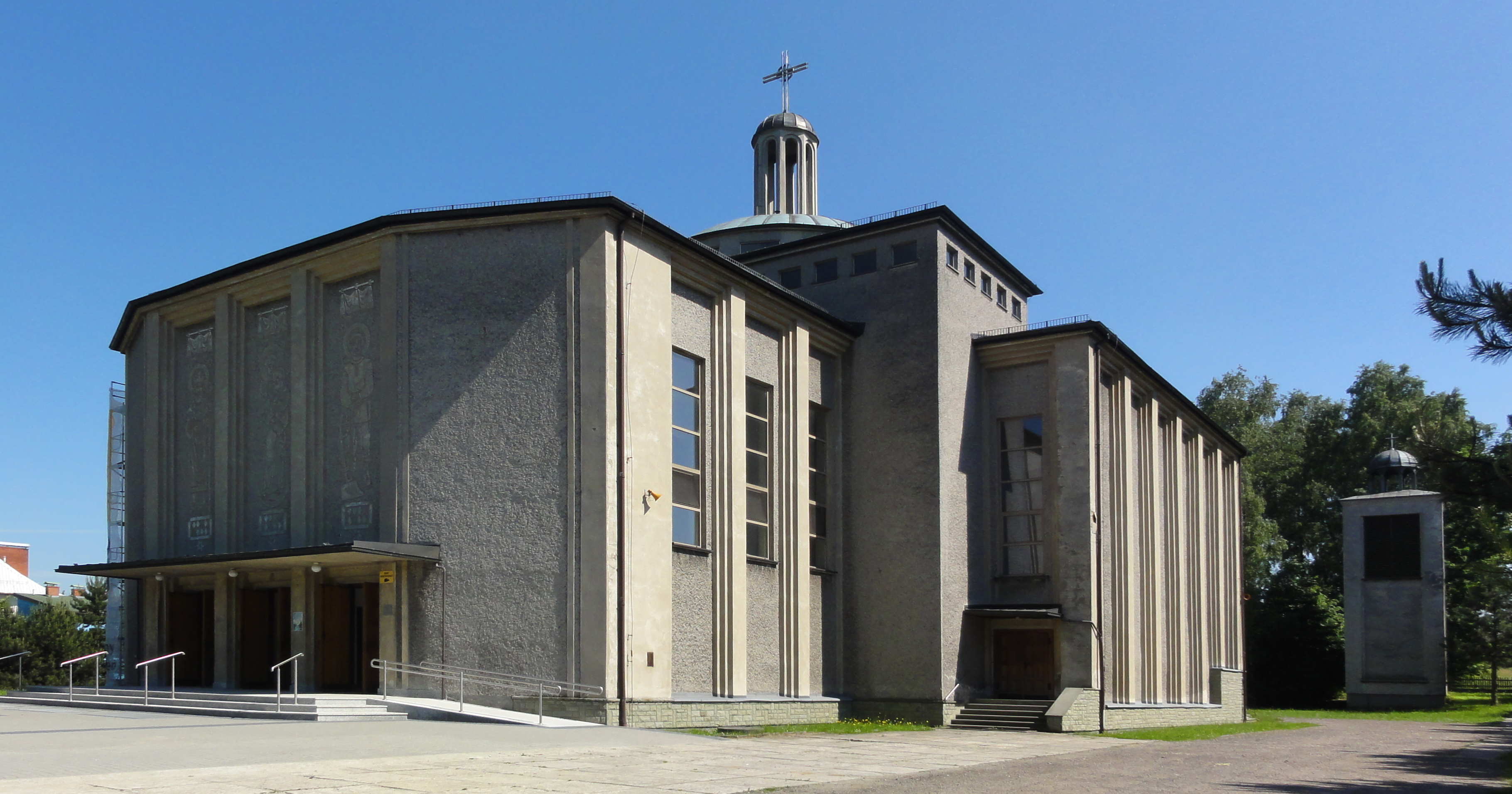
Katholische Kirche
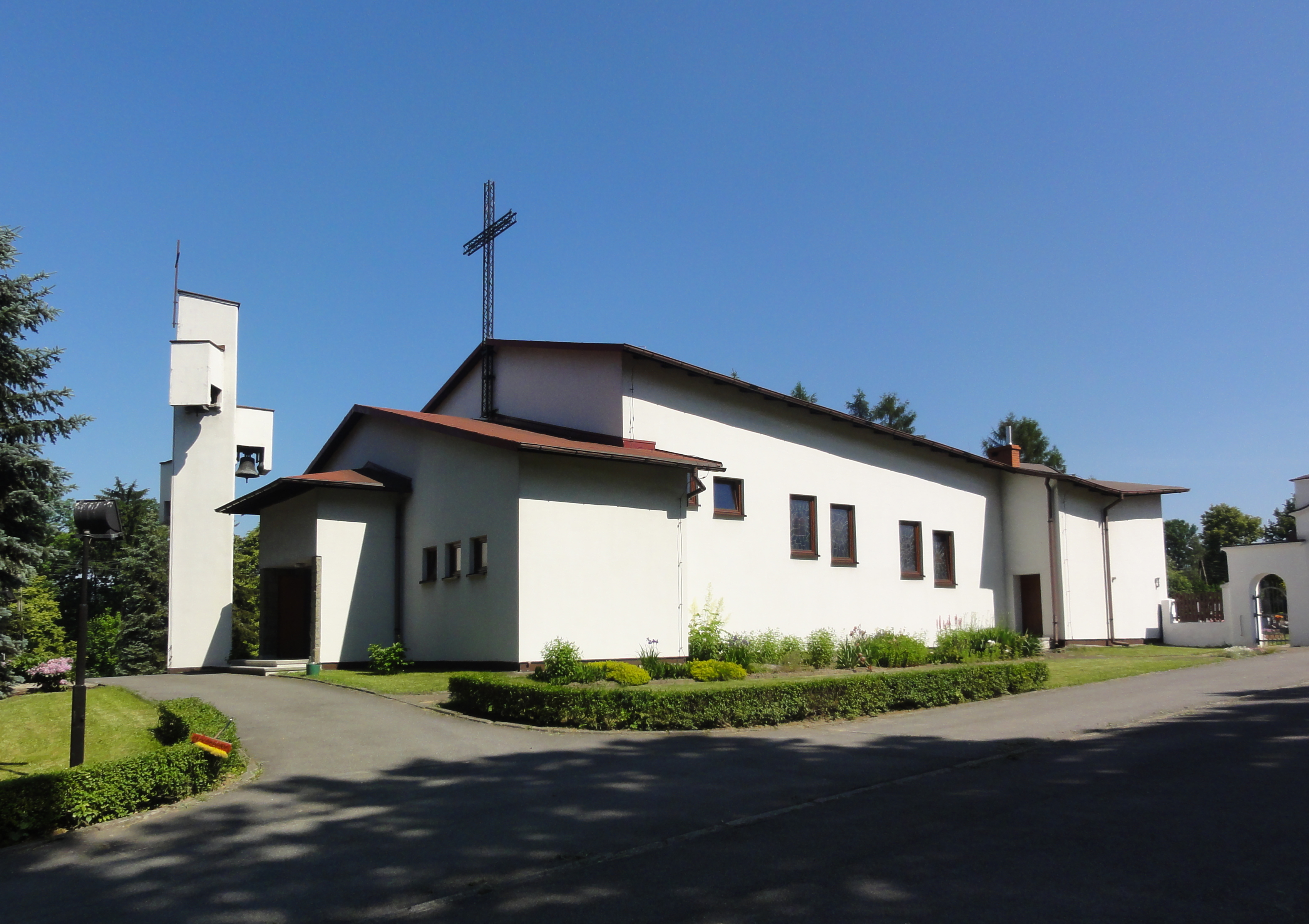
Evangelische Kirche